# Tommy Muirhead
Pour les articles homonymes, voir Muirhead.
Thomas Allan Muirhead, couramment appelé Tommy Muirhead, est un footballeur international puis entraîneur écossais, né le 24 janvier 1897, à Cowdenbeath, Fife et décédé le 27 mai 1979 . Évoluant au poste d'attaquant/ailier, il est particulièrement connu pour ses saisons comme joueur aux Rangers et comme entraîneur à St Johnstone. Il fait partie du Rangers FC Hall of Fame.
Il compte 8 sélections en équipe d'Écosse.

## Biographie

### Carrière en club
Natif de Cowdenbeath, Fife, il participe à la Première Guerre mondiale au sein des King's Own Scottish Borderers. Il joue d'abord à Hibernian, avant d'être signé par les Rangers en mai 1917 pour 20£. Jouant attaquant/ailier, mais étant capable aussi d'assurer en défense si besoin est, il passera 12 saisons aux Rangers, y jouant 357 matches officiels pour 50 buts inscrits (dont 291 matches et 28 buts en championnat) et portant le brassard de capitaines. Il s'y construit un riche palmarès : 10 titres de champion et 1 Coupe d'Écosse. 
Sa carrière aux Rangers fut toutefois interrompue par un rapide passage en American Soccer League, lorsqu'en 1924, le riche club des Boston Wonder Workers (en) l'engagea comme joueur-entraîneur. Mais, malgré la présence d'autres internationaux écossais, dont Barney Battles, Jr. et Alex McNab (en), ce ne fut pas une réussite et il retourna aux Rangers — après seulement 14 matches aux États-Unis — où il restera jusqu'à la fin de sa carrière en 1930. 
Il se reconvertit alors comme entraîneur et prit en main les destinées de St Johnstone pour cinq saisons puis des anglais de Preston North End pour une saison. Ensuite, il se reconvertit comme journaliste sportif.

### Carrière internationale
Tommy Muirhead reçoit 8 sélections en faveur de l'équipe d'Écosse. Il joue son premier match le 4 mars 1922, pour une victoire 2-1, au Celtic Park de Glasgow, contre l'Irlande en British Home Championship. Il reçoit sa dernière sélection le 26 octobre 1929, pour une victoire 4-2, au Ninian Park de Cardiff, contre le Pays de Galles en British Home Championship. Il n'inscrit aucun but lors de ses 8 sélections.
Il participe avec l'Écosse aux British Home Championships de 1922, 1923, 1924, 1927, 1928, 1929 et 1930. 

## Palmarès

### Comme joueur
- Rangers :
  - Champion d'Écosse en 1917-18, 1919-20, 1920-21, 1922-23, 1923-24, 1924-25, 1926-27, 1927-28, 1928-29 et 1929-30
  - Vainqueur de la Coupe d'Écosse en 1928
  - Vainqueur de la Glasgow Cup en 1922, 1923 et 1924
  - Vainqueur de la Glasgow Merchants Charity Cup en 1922 et 1929

### Comme entraîneur
- Preston North End :
  - Finaliste de la FA Cup en 1937